# Wereldkampioenschappen openwaterzwemmen 2015 - 5 kilometer mannen
De 5 kilometer openwaterzwemmen voor mannen tijdens de wereldkampioenschappen openwaterzwemmen 2015 vond plaats op 25 juli 2015 in de Kazanka in Kazan.

## Uitslag
| Rang   | Naam                 | Land                         | Tijd      |
| ------ | -------------------- | ---------------------------- | --------- |
| Goud   | Chad Ho              | Zuid-Afrika                  | 55.17,6   |
| Zilver | Rob Muffels          | Duitsland                    | 55.17,6   |
| Brons  | Matteo Furlan        | Italië                       | 55.20,0   |
| 4      | Jevgeni Drattsev     | Rusland                      | 55.20,4   |
| 5      | Florian Wellbrock    | Duitsland                    | 55.20,6   |
| 6      | David Heron          | Verenigde Staten             | 55.20,7   |
| 7      | Celeb Hughes         | Verenigd Koninkrijk          | 55.21,9   |
| 8      | Mario Sanzullo       | Italië                       | 55.22,7   |
| 9      | Victor Colonese      | Brazilië                     | 55.24,4   |
| 10     | Antonio Arroyo       | Spanje                       | 55.24,6   |
| 11     | Alex Meyer           | Verenigde Staten             | 55.25,3   |
| 12     | Sergej Bolsjakov     | Rusland                      | 55.25,3   |
| 13     | Márk Papp            | Hongarije                    | 55.25,3   |
| 14     | Samuel de Bona       | Brazilië                     | 55.25,9   |
| 15     | Ivan Enderica Ochoa  | Ecuador                      | 55.26,3   |
| 16     | Nico Manoussakis     | Zuid-Afrika                  | 55.26,5   |
| 17     | David Aubry          | Frankrijk                    | 55.28,5   |
| 18     | Ján Kútnik           | Tsjechië                     | 55.28,8   |
| 19     | Dániel Székelyi      | Hongarije                    | 55.28,9   |
| 20     | Jarrod Poort         | Australië                    | 55.31,1   |
| 21     | Ihor Snitko          | Oekraïne                     | 55.31,7   |
| 22     | Axel Reymond         | Frankrijk                    | 55.31,8   |
| 23     | Tom Allen            | Verenigd Koninkrijk          | 55.32,0   |
| 24     | Ihor Chervynskyi     | Oekraïne                     | 55.32,2   |
| 25     | Santiago Enderica    | Ecuador                      | 55.32,3   |
| 26     | Yuval Safra          | Israël                       | 55.33,2   |
| 27     | Antonios Fokaidis    | Griekenland                  | 55.33,6   |
| 28     | Vasco Gaspar         | Portugal                     | 55.36,4   |
| 29     | Vít Ingeduld         | Tsjechië                     | 55.38,5   |
| 30     | Tamás Farkas         | Servië                       | 55.38,6   |
| 31     | Gustavo Gutiérrez    | Peru                         | 55.46,6   |
| 32     | Sam Sheppard         | Australië                    | 55.53,6   |
| 33     | Wilder Carreño       | Venezuela                    | 56.04,3   |
| 34     | Shai Toledano        | Israël                       | 56.06,0   |
| 35     | Yang Jintong         | China                        | 56.07,6   |
| 36     | Fernando Betanzos    | Mexico                       | 58.25,7   |
| 37     | Lang Yuanpeng        | China                        | 59.42,8   |
| 38     | Kenessary Kenenbayev | Kazachstan                   | 59.47,0   |
| 39     | Christian Tirado     | Mexico                       | 59.47,8   |
| 40     | Walter Caballero     | Bolivia                      | 59.50,8   |
| 41     | Ávila Emilio         | Guatemala                    | 1:00.31,2 |
| 42     | Timur Abzhanov       | Kazachstan                   | 1:01.54,2 |
| 43     | Kwan Ho Yin          | Hongkong                     | 1:02.42,7 |
| 44     | Cristofer Lanuza     | Costa Rica                   | 1:02.49,1 |
| 45     | Marek Pavúk          | Slowakije                    | 1:02.49,4 |
| 46     | Tse Tsz Fung         | Hongkong                     | 1:03.10,3 |
| 47     | Abdulla Al-Balooshi  | Verenigde Arabische Emiraten | 1:09.39,3 |
| 48     | Ahmed Adam           | Soedan                       | OTL       |
| 48     | Amgad Elssaflawe     | Soedan                       | OTL       |
| 50     | Ricky Anggawijaya    | Indonesië                    | DNS       |
| 50     | Héctor Ruiz          | Spanje                       | DNS       |
| 50     | Ivan Šitić           | Kroatië                      | DNS       |

* OTL = Out of time limit
DNS = Did not start